# Юнацький чемпіонат Європи з футболу (U-18) 1964
Чемпіонат Європи з футболу серед юнаків віком до 18 років 1964 року пройшов у Нідерландах з 26 березня по 5 квітня. Переможцем стала збірна Англії, яка у фіналі перемогла збірну Іспанії з рахунком 4:0.

## Учасники
| - Австрія - Бельгія - Болгарія - Чехословаччина - НДР - Англія - Франція - ФРН - Греція - Угорщина - Італія - Люксембург | - Нідерланди (господар) - Північна Ірландія - Польща - Португалія - Ірландія - Румунія - Шотландія - Іспанія - Швеція - Швейцарія - Туреччина - Югославія |

## Груповий етап

### Група 1
| Збірна   | І | В | Н | П | ГЗ | ГП | РГ | О |
| -------- | - | - | - | - | -- | -- | -- | - |
| Іспанія  | 2 | 2 | 0 | 0 | 6  | 1  | +5 | 4 |
| Бельгія  | 2 | 1 | 0 | 1 | 2  | 5  | –3 | 2 |
| Угорщина | 2 | 0 | 0 | 2 | 2  | 4  | −2 | 0 |

| 26 березня | Іспанія  | 4–0 | Бельгія  |
| 28 березня | Угорщина | 1–2 | Бельгія  |
| 30 березня | Іспанія  | 2–1 | Угорщина |

### Група 2
| Збірна     | І | В | Н | П | ГЗ | ГП | РГ  | О |
| ---------- | - | - | - | - | -- | -- | --- | - |
| Туреччина  | 2 | 2 | 0 | 0 | 10 | 0  | +10 | 4 |
| Югославія  | 2 | 1 | 0 | 1 | 3  | 2  | +1  | 2 |
| Люксембург | 2 | 0 | 0 | 2 | 0  | 11 | −11 | 0 |

| 26 березня | Туреччина | 8–0 | Люксембург |
| 28 березня | Югославія | 3–0 | Люксембург |
| 30 березня | Туреччина | 2–0 | Югославія  |

### Група 3
| Збірна     | І | В | Н | П | ГЗ | ГП | РГ | О |
| ---------- | - | - | - | - | -- | -- | -- | - |
| Португалія | 2 | 2 | 0 | 0 | 4  | 2  | +2 | 4 |
| Італія     | 2 | 1 | 0 | 1 | 3  | 2  | +1 | 2 |
| Греція     | 2 | 0 | 0 | 2 | 1  | 4  | −3 | 0 |

| 26 березня | Португалія | 2–1 | Італія |
| 28 березня | Італія     | 2–0 | Греція |
| 30 березня | Португалія | 2–1 | Греція |

### Група 4
| Збірна         | І | В | Н | П | ГЗ | ГП | РГ | О |
| -------------- | - | - | - | - | -- | -- | -- | - |
| Чехословаччина | 2 | 2 | 0 | 0 | 4  | 2  | +2 | 4 |
| Франція        | 2 | 1 | 0 | 1 | 4  | 3  | +1 | 2 |
| Болгарія       | 2 | 0 | 0 | 2 | 0  | 3  | −3 | 0 |

| 26 березня | Чехословаччина | 1–0 | Болгарія |
| 28 березня | Франція        | 2–0 | Болгарія |
| 30 березня | Чехословаччина | 3–2 | Франція  |

### Група 5
| Збірна     | І | В | Н | П | ГЗ | ГП | РГ | О |
| ---------- | - | - | - | - | -- | -- | -- | - |
| Швеція     | 2 | 1 | 0 | 1 | 3  | 2  | +1 | 2 |
| Нідерланди | 2 | 1 | 0 | 1 | 3  | 3  | 0  | 2 |
| ФРН        | 2 | 1 | 0 | 1 | 3  | 4  | −1 | 2 |

| 26 березня | ФРН        | 2–1 | Швеція     |
| 28 березня | Швеція     | 2–0 | Нідерланди |
| 30 березня | Нідерланди | 3–1 | ФРН        |

### Група 6
| Збірна    | І                                   | В                                   | Н                                   | П                                   | ГЗ                                  | ГП                                  | РГ                                  | О                                   |
| --------- | ----------------------------------- | ----------------------------------- | ----------------------------------- | ----------------------------------- | ----------------------------------- | ----------------------------------- | ----------------------------------- | ----------------------------------- |
| Шотландія | 2                                   | 2                                   | 0                                   | 0                                   | 5                                   | 1                                   | +4                                  | 4                                   |
| Швейцарія | 2                                   | 0                                   | 0                                   | 2                                   | 1                                   | 5                                   | −4                                  | 0                                   |
| НДР       | Відмова у візі голландським урядом. | Відмова у візі голландським урядом. | Відмова у візі голландським урядом. | Відмова у візі голландським урядом. | Відмова у візі голландським урядом. | Відмова у візі голландським урядом. | Відмова у візі голландським урядом. | Відмова у візі голландським урядом. |

| 26 березня | Шотландія | 3–1 | Швейцарія |
| 30 березня | Швейцарія | 0–2 | Шотландія |

### Група 7
| Збірна            | І | В | Н | П | ГЗ | ГП | РГ | О |
| ----------------- | - | - | - | - | -- | -- | -- | - |
| Австрія           | 2 | 1 | 1 | 0 | 4  | 2  | +2 | 3 |
| Північна Ірландія | 2 | 1 | 0 | 1 | 3  | 2  | +1 | 2 |
| Румунія           | 2 | 0 | 1 | 1 | 1  | 2  | −1 | 1 |

| 26 березня | Австрія           | 1–1 | Румунія           |
| 28 березня | Північна Ірландія | 1–0 | Румунія           |
| 30 березня | Австрія           | 3–1 | Північна Ірландія |

### Група 8
| Збірна   | І | В | Н | П | ГЗ | ГП | РГ | О |
| -------- | - | - | - | - | -- | -- | -- | - |
| Англія   | 2 | 1 | 1 | 0 | 7  | 1  | +6 | 3 |
| Польща   | 2 | 1 | 1 | 0 | 2  | 1  | +1 | 3 |
| Ірландія | 2 | 0 | 0 | 2 | 0  | 7  | −7 | 0 |

| 26 березня | Англія | 1–1 | Польща   |
| 28 березня | Польща | 1–0 | Ірландія |
| 30 березня | Англія | 6–0 | Ірландія |

## Плей-оф

### Чвертьфінали
| 1 квітня 1964 |

| Іспанія | 1:0 | Туреччина |
| ------- | --- | --------- |
|         |     |           |

| Дордрехт |

| 1 квітня 1964 |

| Португалія | 4:0 | Чехословаччина |
| ---------- | --- | -------------- |
|            |     |                |

| Утрехт |

| 1 квітня 1964 |

| Шотландія | 1:0 | Швеція |
| --------- | --- | ------ |
|           |     |        |

| Амстердам |

| 1 квітня 1964 |

| Англія | 2:1 | Австрія |
| ------ | --- | ------- |
|        |     |         |

| Роттердам |

### Півфінали
| 3 квітня 1964 |

| Англія | 4:0 | Португалія |
| ------ | --- | ---------- |
|        |     |            |

| Гаага |

| 3 квітня 1964 |

| Іспанія | 3:2 | Шотландія |
| ------- | --- | --------- |
|         |     |           |

| Гертогенбос |

### Матч за 3-тє місце
| 4 квітня 1964 |

| Португалія | 3:2 | Шотландія |
| ---------- | --- | --------- |
|            |     |           |

| Роттердам |

### Фінал
| 4 квітня 1964 |

| Англія                                 | 4:0 | Іспанія |
| -------------------------------------- | --- | ------- |
| Ноулз 11' Роджерс 27', 52' Сіссонс 53' |     |         |

| Олімпійський стадіон, Амстердам Глядачів: 12 451 Арбітр: Лео Горн |

| Чемпіон Європи 1964 |
| ------------------- |
| Англія 3-й титул    |